# ويليام كلارك (نبال)
ويليام كلارك (بالإنجليزية: William Clark)‏ هو نبال أمريكي، ولد في 1 مارس 1842 في أوهايو في الولايات المتحدة، وتوفي في 20 أكتوبر 1913 في نوكسفيل في الولايات المتحدة.

## وصلات خارجية
- ويليام كلارك على موقع أوليمبيديا (الإنجليزية)